# A.E. Sedis Bàsquet
L'A.E. Sedis Bàsquet è la società di pallacanestro di La Seu d'Urgell, in provincia di Lleida. Milita nella Liga Femenina de Baloncesto, massima divisione del campionato di pallacanestro femminile spagnolo.
La società è stata fondata nel 1965 da Francesc Font Domènech, inizialmente come squadra maschile con il nome di UDSU-Maxcali. Nel 1969 ha assunto il nome di Sedis Bàsquet, pochi anni dopo Lluís Vilarubla ha aperto la sezione femminile. La formazione maschile ha raggiunto anche la Liga EBA, ma si è ritirata nel 2012. Quella femminile disputa la massima divisione dal 1996, con due stagioni in LFB-2 nel mezzo.